# Raión de Brest
Brest (en bielorruso: Брэсцкі раён) es un raión o distrito de Bielorrusia, en la provincia (óblast) de Brest. 
Comprende una superficie de 1.561 km².
Su centro administrativo es la ciudad de Brest, que está constituida como ciudad subprovincial y no forma parte del raión.

## Demografía
Según estimación de 2010 contaba con una población total de 39.426 habitantes.

## Subdivisiones
Comprende el asentamiento de tipo urbano de Damáchava y los siguientes 11 consejos rurales:
- Damáchava
- Známienka
- Kliéiniki
- Lýshchytsy
- Matykaly
- Mújaviets
- Radvánichy
- Tamashouka
- Telmy
- Charnáuchytsy
- Cherni